# Cremersia pilosa
Cremersia pilosa är en tvåvingeart som beskrevs av Borgmeier 1928. Cremersia pilosa ingår i släktet Cremersia och familjen puckelflugor. Inga underarter finns listade i Catalogue of Life.